# Filip 4. af Spanien
Filip 4. af Spanien (8. april 1605 i Valladolid − 17. september 1665 i Madrid) var fra 1621 konge af Spanien, Neapel og Sicilien og var den sidste habsburgske konge af Portugal (som Filip 3.). Den egentlige regering blev ført af Greven af Olivares. Han forsøgte at reformere landbruget, men økonomien blev ødelagt af landets deltagelse i Trediveårskrigen og andre krige og oprør i forsøget på at opretholde Spaniens status som stormagt. I 1640 mistede han magten over Portugal, og i 1648 fik Nederland (den hollandske del) formel selvstændighed.
Perioden var en storhedstid for spansk litteratur og kunst med forfattere som Lope de Vega og Calderon og med en maler som Diego Velázquez. Kongen selv støttede ivrigt kunstnerne – hans formentlig mest betydelige indsats.
Han efterfulgte Filip 3. af Spanien og blev i Spanien efterfulgt af Karl 2. af Spanien, og i Portugal af Johan 4. af Portugal.